# Gerhard Dickel (Physikochemiker)
Gerhard Dickel (* 28. Oktober 1913 in Augsburg; † 3. November 2017 in Pullach) war ein deutscher Chemiker und Physiker.

## Leben
Gerhard Dickel war der Sohn des Studienrates Otto Dickel. Er wurde 1939 bei Klaus Clusius am Institut für Physikalische  Chemie an der Ludwig-Maximilians-Universität München promoviert. Zusammen mit Klaus Clusius entwickelte er ein Verfahren zur Separation stabiler Isotope und deren Anreicherung mittels Thermodiffusion, dem sogenannten Clusius-Dickel-Trennrohr. Dickel hatte zunächst vertretungsweise die Leitung des Institut für Physikalische Chemie inne, wurde aber 1957 zum außerplanmäßigen Professor für physikalische Chemie an der LMU berufen und somit Vorsteher am Physikalischen Institut. 1978 wurde er emeritiert.
Hauptschwerpunkte seiner Arbeit waren die Thermophorese in Gasen, der Isotopenaustausch in Ionenaustauschern und die Diffusion in Gelen.

## Ehrungen und Auszeichnungen
- Bodenstein-Preis der Deutschen Bunsen-Gesellschaft für Physikalische Chemie (1957)

## Schriften (Auswahl)
- Der thermodynamische Wirkungsgrad bei kontinuierlich arbeitenden Isotopentrennverfahren. In: Zeitschrift für Physikalische Chemie. Band 197, Nr. 1, 1951, S. 197–227, doi:10.1515/zpch-1951-19719 (Zugleich Habilitationsschrift, Universität München).
- mit Klaus Clusius: Das Trennrohr: I. Grundlagen eines neuen Verfahrens zur Gasentmischung und Isotopentrennung durch Thermodiffusion. In: Zeitschrift für Physikalische Chemie. 44B, Nr. 1, 1939, S. 397–450, doi:10.1515/zpch-1939-4431.
- mit Klaus Clusius: Das Trennrohr: II. Trennung der Chlorisotope. In: Zeitschrift für Physikalische Chemie. 44B, Nr. 1, 1939, S. 451–473, doi:10.1515/zpch-1939-4432.
- mit Klaus Clusius: Das Trennrohr: III. Gewinnung von je 2•5 Liter der reinen Isotope 22Ne und 20Ne. In: Zeitschrift für Physikalische Chemie. 48B, Nr. 1, 1941, S. 50–61, doi:10.1515/zpch-1941-4806.
- mit Gerhard Backhaus: Minimal entropy production in systems under constraint. In: J. Chem. Soc., Faraday Trans. 2. Band 74, 1978, S. 115–123, doi:10.1039/F29787400115.
- Eikonal Representation of Thermodynamics. In: Zeitschrift für Physikalische Chemie. Band 220, Nr. 5, 2006, S. 655–665, doi:10.1524/zpch.2006.220.5.655.